# Джеферсън (окръг, Айова)
Вижте пояснителната страница за други населени места с името Джеферсън.
Окръг Джеферсън (на английски: Jefferson County) е окръг в щата Айова, Съединени американски щати. Площта му е 1128 квадратни километра, а населението – 18 295 души (по изчисления за юли 2019 г.). Административен център е град Феърфийлд.